# Buitenbeeldse vertelling
Een buitenbeeldse vertelling is een scenarioterm. Het betekent dat terwijl de toeschouwer de beelden bekijkt, hem het verhaal verteld wordt door een verteller, gewoonlijk iemand die zelf niet in het verhaal voorkomt. Het gebruik van deze voice-over, vaak in combinatie met flashback(s), is een 'literaire' techniek die in heel wat films gebruikt wordt en werd.
Een voorbeeld van een buitenbeeldse verteller vinden we in de film The Remains of the Day uit 1994, of The Age of Innocence uit 1993. Een genre waarin vaak een buitenbeeldse verteller optreedt, is de film noir en de neo-noir.